# İctimai Televiziya və Radio Yayımları Şirkəti

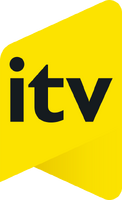
İTV-Logo

Die İctimai Televiziya və Radio Yayımları Şirkəti (İTV) (engl.: Public Television and Radio Broadcasting Company) ist der staatliche aserbaidschanische Hörfunk- und Fernsehsender.
Er ist aktives Vollmitglied der Europäischen Rundfunkunion (EBU·UER). Seine Rechtsgrundlage ist das Gesetz über den öffentlichen Fernseh- und Hörfunk vom 11. September 2004. Sein Rundfunkrat wurde im März 2005 unter dem Vorsitz von Jahangir Mammadli eingesetzt. Am 16. April 2005 wurde Ismail Omerov zum Intendanten gewählt. Am 29. August 2005 nahm İTV im Beisein von Staatspräsident İlham Əliyev den Sendebetrieb auf. İTV ist Mitgliedssender des Eurovision Dance Contest, des Junior Eurovision Song Contest und des Eurovision Song Contests, den Aserbaidschan im Jahr 2011 gewann.

## Galerie

Logo von 2007 bis 2013
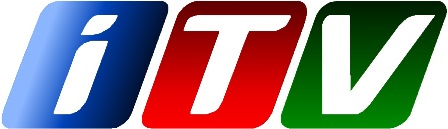
Logo von 2013 bis 2018
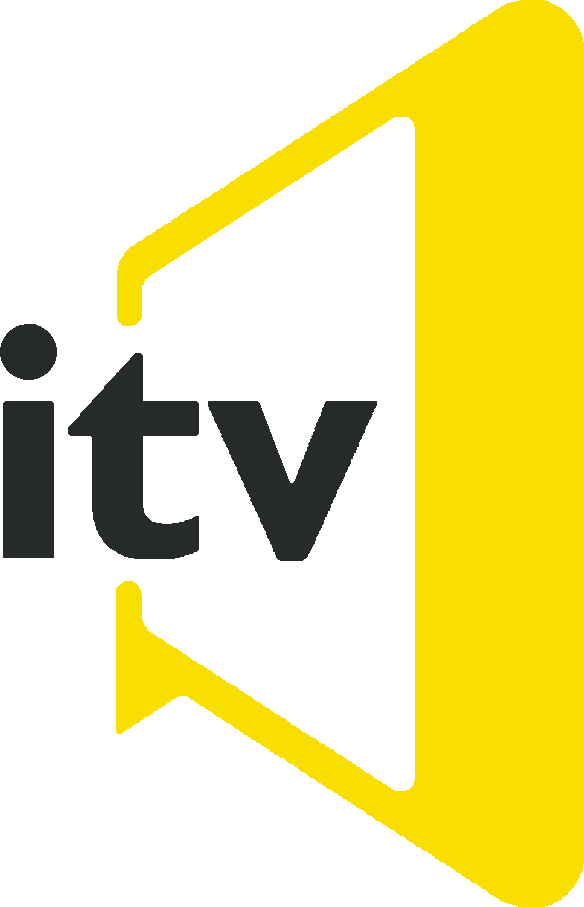
Logo von 2019 bis 2021